# Graham Moore (calciatore)
Graham Moore (Hengoed, 7 marzo 1941 – 9 febbraio 2016) è stato un calciatore gallese, di ruolo centrocampista.

## Carriera

### Club
Moore esordisce tra i professionisti all'età di 17 anni con i gallesi del Cardiff City, con cui dal 1958 al 1960 totalizza complessivamente 46 presenze e 15 reti nella seconda divisione inglese, conquistando anche una promozione in prima divisione al termine della stagione 1959-1960 e vincendo la Coppa del Galles nella stagione 1958-1959; nel 1960, all'età di 19 anni, esordisce poi in prima divisione con i Ninians, segnando 6 reti in 25 presenze nella First Division 1960-1961. Nel dicembre del 1961 dopo ulteriori 2 gol in 14 presenze in prima divisione con il Cardiff City viene ceduto per 35000 sterline ai londinesi del Chelsea, con i quali conclude la stagione 1961-1962 segnando 2 gol in 17 presenze e retrocedendo in seconda divisione, categoria da cui conquista una promozione, alla quale contribuisce con 36 presenze e 8 reti, già nella stagione immediatamente successiva. Infine, nella stagione 1963-1964 segna 3 gol in 15 presenze in prima divisione con i Blues, che nel dicembre del 1963 lo cedono per 35000 sterline al Manchester Utd: il centrocampista gallese conclude quindi la stagione con i Red Devils, con i quali mette a segno 4 reti in 18 partite di campionato giocate.
Nell'estate del 1964 scende poi nuovamente in seconda divisione, al Northampton Town; con i Cobblers in tre anni cambia altrettante volte categoria, giocando le stagioni 1964-1965 e 1966-1967 in seconda divisione e la stagione 1965-1966 in prima divisione (prima partecipazione nella storia del club a tale torneo). In particolare, segna 7 gol in 21 presenze in prima divisione e 3 gol in 32 presenze in seconda divisione, categoria in cui poi gioca per un quadriennio con la maglia del Charlton, prima di andare a chiudere la carriera in terza divisione al Doncaster.
In carriera ha totalizzato complessivamente 403	presenze e 61 reti nei campionati della Football League.

### Nazionale
Tra il 1959 ed il 1970 ha totalizzato complessivamente 21 presenze ed un gol con la maglia della nazionale gallese.

## Palmarès

### Club

#### Competizioni nazionali
- Coppa del Galles: 1

Cardiff City: 1958-1959